# Albin Planinec
Albin Planinec (ur. 18 kwietnia 1944 w Brišach, zm. 20 grudnia 2008 w Lublanie) – słoweński szachista, arcymistrz od 1972 roku.

## Kariera szachowa
Szachy poznał w wieku 7 lat. Dwukrotnie (1968, 1971) zdobył tytuł indywidualnego mistrza Słowenii, w roku 1974 wystąpił w reprezentacji Jugosławii na szachowej olimpiadzie w Nicei, zdobywając wraz z drużyną srebrny medal. Poza tym dwukrotnie (1970, 1973) brał udział w rozgrywkach o drużynowe mistrzostwo Europy, najlepszy wynik osiągając w roku 1973 w Bath, gdzie szachiści jugosłowiańscy zajęli II miejsce.
Osiągnął następujące sukcesy w turniejach międzynarodowych: I m. w memoriale Milana Vidmara w Lublanie (1969, w turnieju tym wyprzedził 10 arcymistrzów, m.in. Svetozara Gligoricia, Wolfganga Unzickera, Roberta Byrne, Aleksandara Matanovicia i Floriana Gheorghiu), dz. II m. w Čačaku (1969, 1970), I m. w Warnie (1970), dz. II m. w Skopje (1971), dz. III m. w Nowym Sadzie (1972), dz. I m. w Amsterdamie (1973, turniej IBM, wspólnie z Tigranem Petrosjanem, m.in. przed Lubomirem Kavalkiem, Borisem Spasskim i László Szabó) oraz dz. III m. w Wijk aan Zee (1974, za Walterem Browne i Janem Heinem Donnerem, wspólnie z Hansem-Joachimem Hechtem i Milanem Matuloviciem).
Najwyższy ranking w karierze osiągnął 1 maja 1974 r., z wynikiem 2545 punktów dzielił wówczas 36-38. miejsce na światowej liście FIDE, jednocześnie zajmując 3. miejsce (za Ljubomirem Ljubojeviciem i Svetozarem Gligoriciem) wśród jugosłowiańskich szachistów.